# Туризм в Краснодарском крае

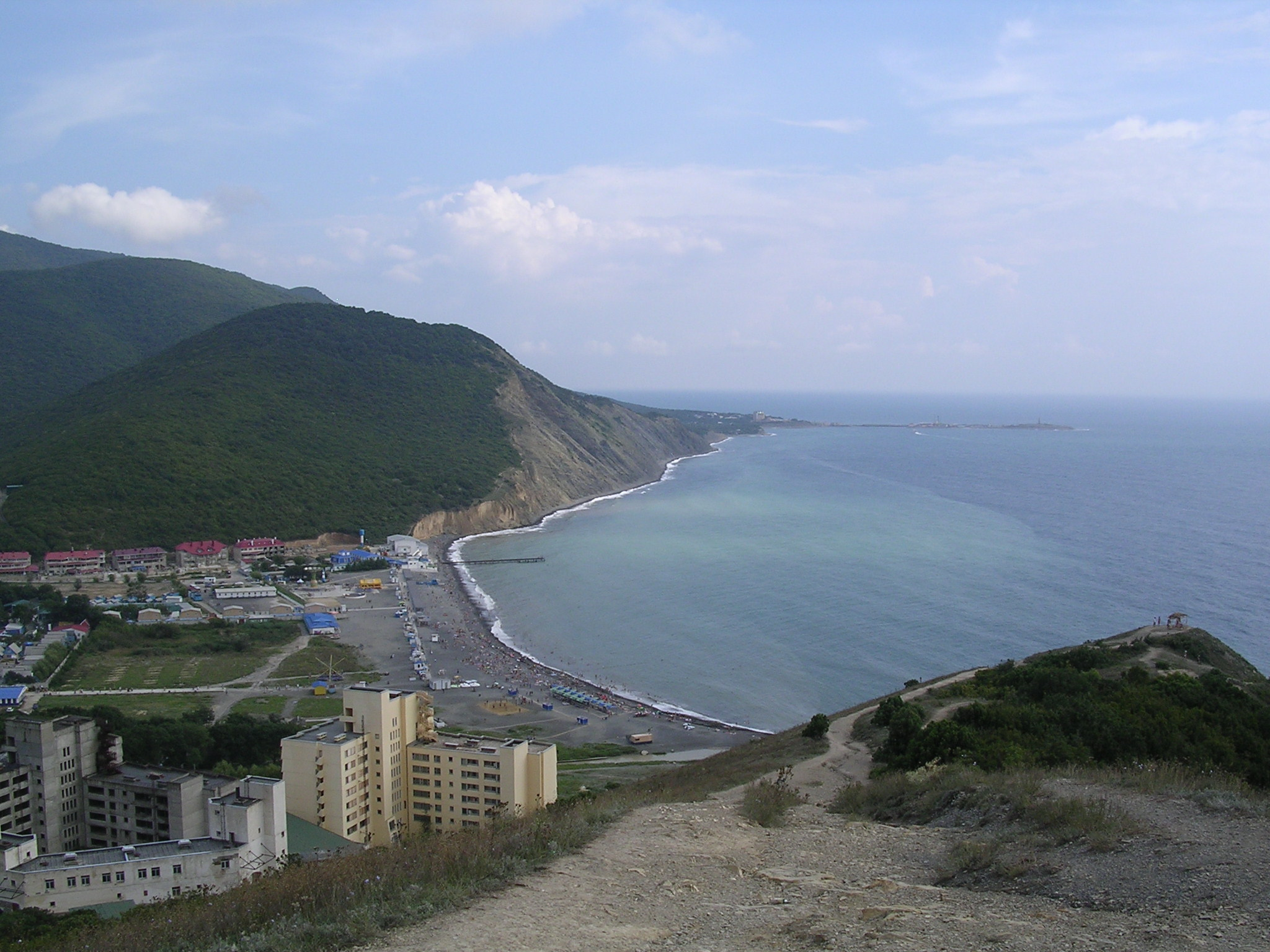
Вид на долину Сукко, косу и остров Утриш

Вклад туризма в ВРП Краснодарского края по состоянию на 2010 год составил, по самым строгим расчётам, 14,2%. Для сравнения, по России в целом вклад туризма в ВВП был на уровне 1,3%. Край традиционно привлекает любителей санаторно-курортного, пляжного, гастрономического и горного видов туризма. В тройку самых популярных направлений края входят приморские города Сочи, Геленджик и Анапа. При этом каждый третий турист в крае приезжает именно в Сочи. Во всероссийском масштабе данный город занимает 4-ю строчку по посещаемости россиянами по данным за 2014 год.

## История

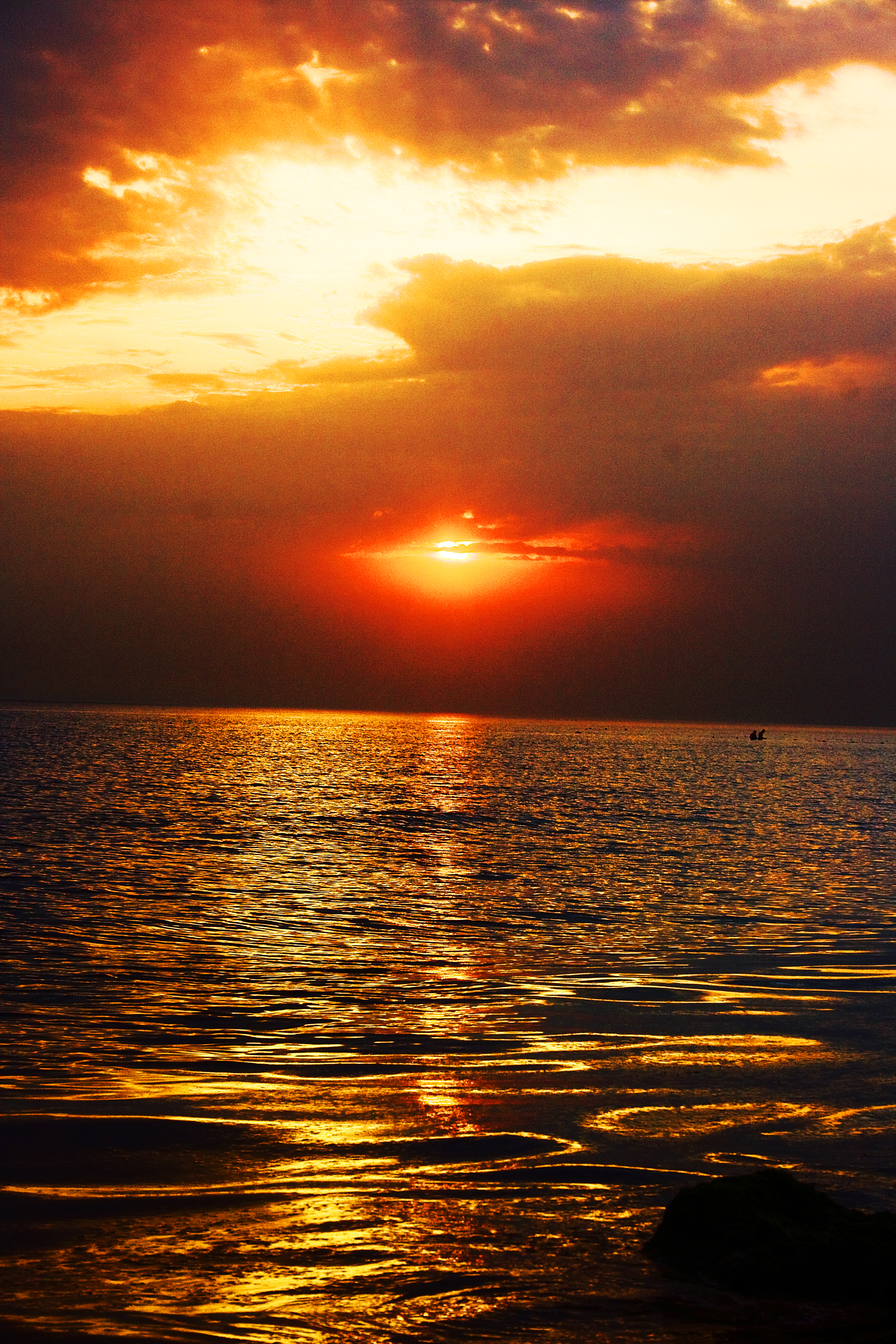
Море в Анапе

Первые организованные турпоходы и экскурсии на территории современного Краснодарского края стали проводиться с начала 90-х годов XIX века. Именно с этого периода местные достопримечательности стали рекламировать многие популярныe российские печатные издания и путеводители. Так, Санкт-Петербургский журнал «Нива» в конце XIX века опубликовал фотографию Хаджохской теснины, окрестив еe «Лобным местом» края. Несколько позднее в массовую печать попали первые фотоснимки горы Оштен и плато Лагонаки. Следует отметить что на начальном этапе активно развивались паломнический туризм к горным монастырям: пилигримы направлялись тогда в самый популярный здесь Свято-Михайловский монастырь у подножия горы Физиабго.
В этот же период наметилась заметная дифференциация крымского и кавказского турпродуктов: Крым стал местом отдыха императорской семьи, чиновничьих элит и известной интеллигенции с весьма развитой инфраструктурой. На Кавказ приезжали в основном мещане и люди более низких сословий и скромного достатка. В результате, развитие туристической инфраструктуры Кавказа началось лишь в советские времена. В 1930 году в поселке Каменномостское началось строительство первой организованной турбазы, завершившееся в 1935. В Хаджохе появился также и первый Дом туриста. Приоритетным на данном этапе был именно горный туризм: в число первых достопримечательностей входили каньон Шум, водопады Руфабго, Хаджох, Блокгауз, Гузерипль, пастбище Абаго.
В 1949 году заработал знаменитый всесоюзный туристический маршрут № 30 «По Западному Кавказу», заменивший проложенный до этого маршрут «Через Белореченский перевал» на конях и волах. Организованный пляжный туризм фактически начал развиваться после 1955 года когда в поселке Дагомыс была построена турбаза «Молодость».
В постсоветское время туристической сектор Краснодарского края, как и Крымского полуострова, значительно изменился. Поскольку стоимость организованного лечебно-санаторного отдыха в среднем на 14% выше средней стоимости турпакета по краю, а доходы населения в первые годы после распада СССР существенно упали, в крае наблюдался всплеск "дикого" пляжного туризма. Долгий упадок санаторно-курортного направления объяснялся также сокращением доли крупных госинвестиций в его инфраструктуру. Ситуация начала постепенно меняться в лучшую сторону после начала экономического роста во второй половине 2000-х годов, а также крупных инвестиционных вливаний накануне олимпиады в 2010-х годах.

## Динамика численности туристов

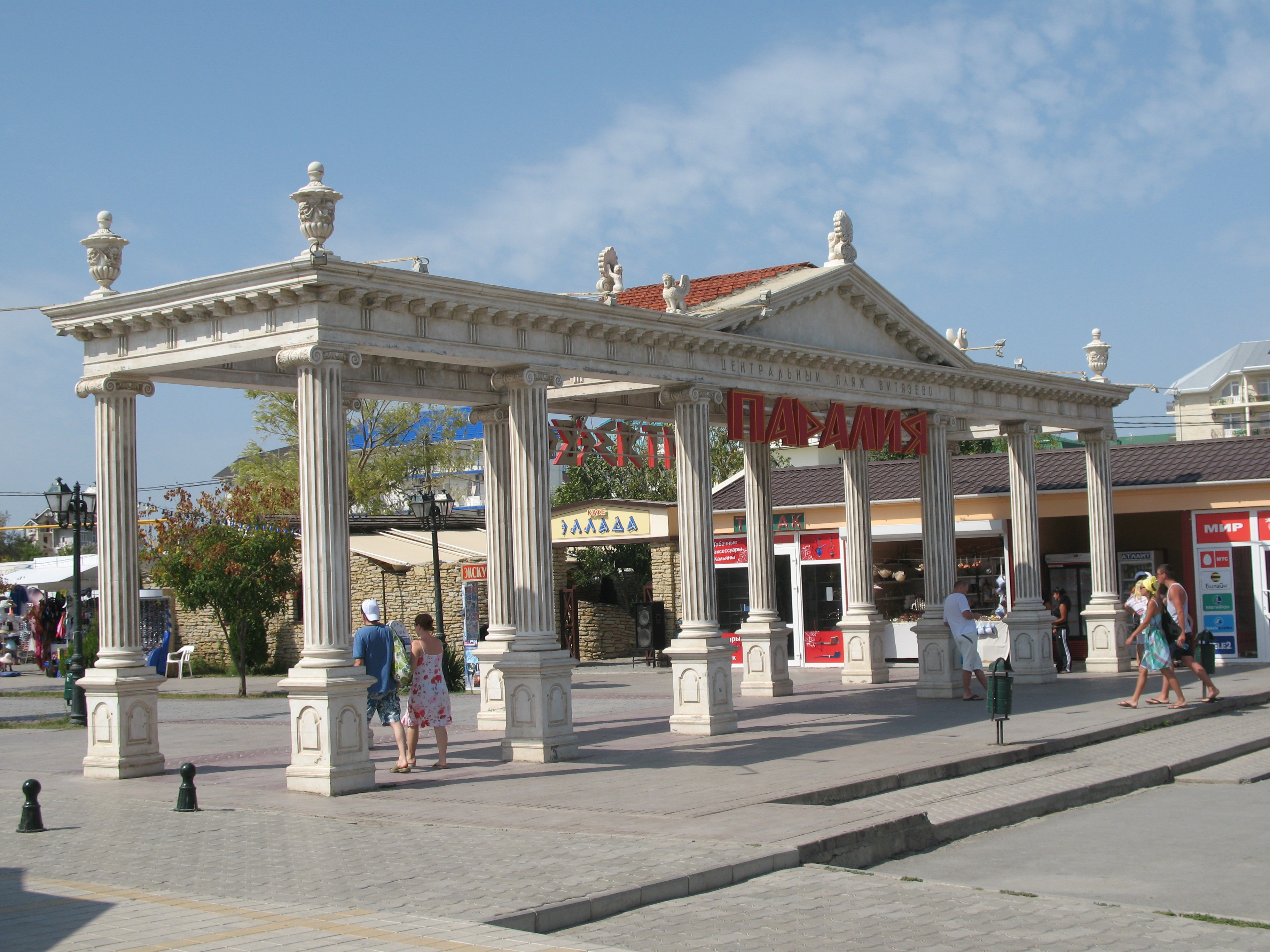
Набережная «Паралия»

В 2013 году Краснодарский край посетили 11,8 миллиона гостей. Олимпийские игры в Сочи повысили интерес к турпродуктам края: в результате, в 2014 году число туристов превзошло отметку в 13 миллионов человек. Впрочем, у подобного наплыва туристов есть и свои минусы. Так, в результате развития олимпийской инфраструктуры исчез последний участок влажных колхидских топей в низовьях р. Псоу. Экологическую нагрузку сильнее всего ощущает Черноморское побережье России и предгорья Кавказа, куда традиционно направляется основной поток отдыхающих. В финансово-экономическом плане будущее туризма в крае представляется достаточно перспективным: так, конкурс молодых исполнителей поп-музыки "Новая волна", который с 2002 по 2014 годы проводился в г. Юрмала, теперь будет проводиться на олимпийских объектах Сочи.
Учитывая богатую историю различных диаспор края, перспективным представляется и этно-культурный туризм. К примеру, в анапском селе Гай-Кодзоре открылся армянский культурный  центр «Арин-Берд», позволяющий ознакомиться с историей и культурой одной из самых больших диаспор Кубани. Курортный посёлок Витязево с прогулочной аллеей «Паралия», оформленной в греческом стиле, напоминает о древнейшем наследии современных российских греков.

## Международные и межрегиональные связи
Туризм в Краснодарском крае традиционно связан с туризмом в Абхазии и Крыму. Во избежание санкций со стороны Грузии, в Абхазию необходимо въезжать и выезжать не через Россию. Пересечение границы через Россию властями Грузии считается незаконным и в случае обнаружения отметки в паспорте о таком посещении Абхазии, туристу грозят санкции в Грузии. Свыше 1 млн туристов посещающих Абхазию являются в большинстве своём гражданами России, следующих транзитом через Краснодарский край. Значительная часть из них также совершает однодневные трансграничные экскурсии в соседнюю республику с территории [уточнить]